# 戸祭
戸祭（とまつり）は、栃木県宇都宮市の地名である。
町名としては、戸祭町、戸祭一丁目、戸祭二丁目、戸祭三丁目、戸祭四丁目、戸祭元町、東戸祭一丁目、下戸祭一丁目、下戸祭二丁目、中戸祭町、中戸祭一丁目、上戸祭町、上戸祭一丁目、上戸祭二丁目、上戸祭三丁目、上戸祭四丁目、戸祭台がある。うち、戸祭台は昭和末期に団地整備された地域に新規住所地『戸祭台』が割り当てられたものである。
ほか、域内の小山地として戸祭山の山名もある。
郵便番号 320-0051、320-0052、320-0053、320-0054、320-0055、320-0056、320-0057、320-0058、320-0017（戸祭台）。

## 概要

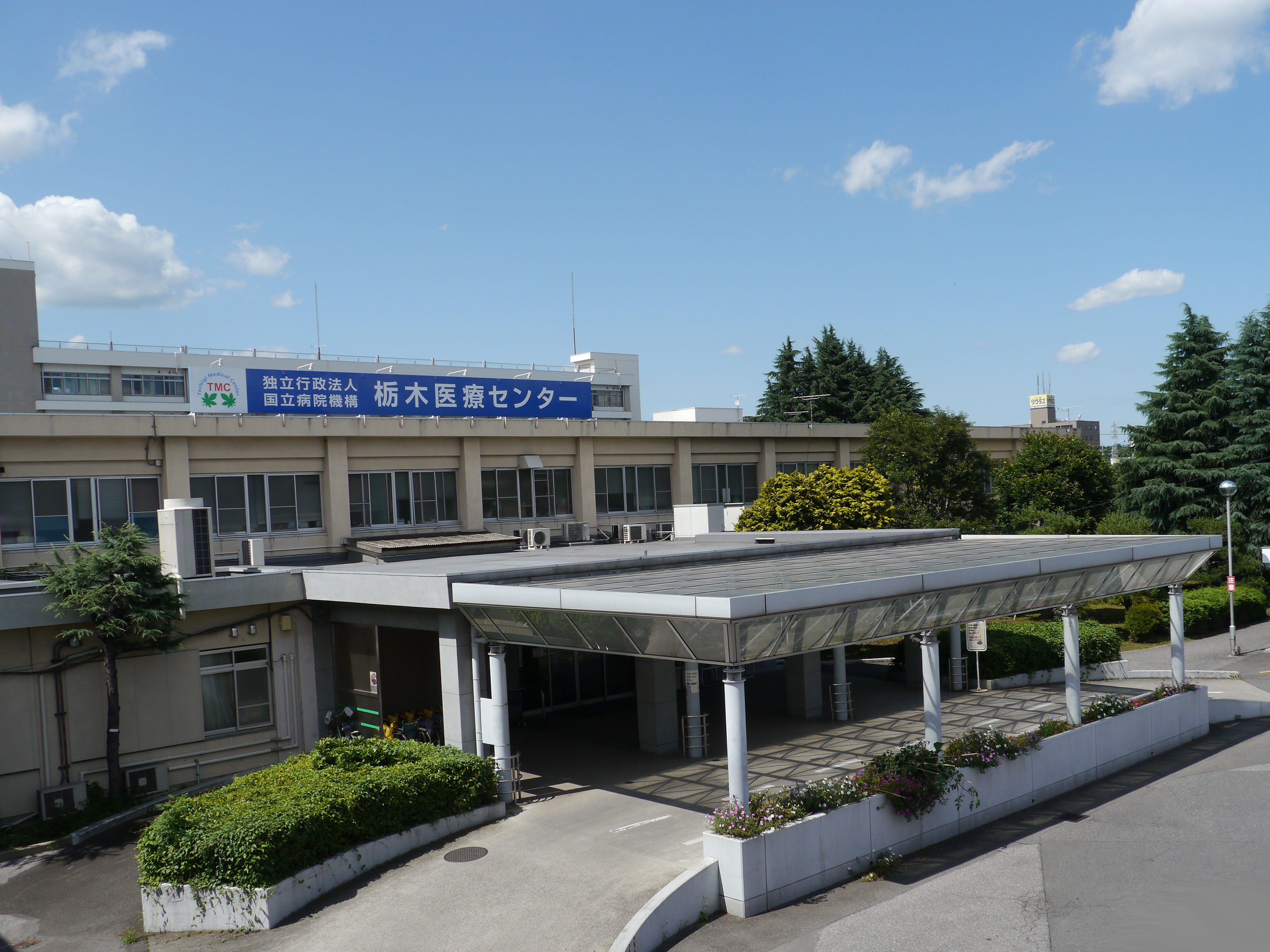
国立病院機構栃木医療センター

戸祭は、栃木県宇都宮市の市街地北西地域、八幡山および戸祭山の西麓一帯の地名である。明治初期までの戸祭村の村域で、その後戸祭上組は宝木村や野沢村、新里村等と合併し国本村大字戸祭となるが、太平洋戦争終結後の1952年（昭和27年）6月1日までに旧戸祭村全域が宇都宮市に統合された。中央部を釜川が南に向けて流れ、その沖積平野部（田原台地）と宝木台地東端地区の一部から成る。
釜川沿岸にあたる南部地区（戸祭町、戸祭元町、東戸祭）と宝木台地東端部にあたる中部地区（戸祭、中戸祭一丁目、中戸祭町西端部）は、早い時期から宇都宮市街地北部の住宅地として造成され市街地化された地域である。戸祭山西麓部の釜川沿岸地区（下戸祭、中戸祭町中東部、戸祭台）および北部地区（上戸祭）は、昭和後期まで戸祭田圃の田園風景が見られたが、その後宅地化が進められ、現在では戸祭山や八幡山を除き、ほぼ全域が住宅地となっている。
明治時代、戸祭地区（当時は国本村大字戸祭）には旧日本陸軍の第十四師団が駐屯し、太平洋戦争後にその跡地は公共施設として転用された。このため戸祭地区には公共施設が多い。栃木県体育館（体育館本館、別館、プール館、武道館、弓道場、管理棟）や国立病院機構栃木医療センターは第十四師団練兵場および師団司令部の跡地に開かれた施設であり、激化する空襲を避け同司令部が移駐する予定だった地下壕のあった八幡山には八幡山公園や宇都宮競輪場などが開かれた。
道路は、西部の宝木台地東端部を日光街道が縦断するほか、中南部には桜通り、和尚塚通り、競輪場通り、戸祭台通りが、また北部の新興地には宇都宮環状道路（宮環）や宇都宮北道路が通り、宇都宮の道路網の一大要衝地となっている。公共交通もJR宇都宮駅から旧市街地（本庁管内の宮島町、馬場町、県庁、東武宇都宮駅前など）を経て戸祭・細谷・宝木団地・戸祭台・ろまんちっく村・徳次郎・石那田・篠井・船生・日光方面を結ぶバス路線が通過するほか、戸祭タクシーの本社事業所がある。
また、観光地ではないが、戸祭山は宇都宮市水道の発祥地で、その由来となった戸祭配水場（宇都宮市水道局配水場）があり、大谷石製の旧配水塔は「宇都宮市水道戸祭配水場配水池」として国の登録有形文化財に登録されている。ほか大塚古墳や水道山瓦窯跡などの古代遺跡もある。

## 地名の由来
戸祭の地名の由来には諸説在る（以下に列記）。延喜式や倭名類聚抄には河内郡の郷名としてその名は無く、初出が宇都宮氏時代であることから、平安時代後期以降、室町時代中期までに一般化した地名と考えられている。近年では戸祭の地名が先行し、戸祭氏は地名に順じた名乗りと考えられている。
1. 宇都宮氏（ないし源義朝、藤原秀郷）が宇都宮城築城に際し、この地で民戸を祭り繁栄を祈ったことによるというもの。
2. 宇都宮氏の血縁者である戸祭高定が城を築いた地（祥雲寺の西側）であることに拠るもの。
3. 土を祭る「土祭」が戸祭に転訛したもの。
4. トマは「土場（泥地）」で、ツリは「連（連続）」、すなわち「泥地が連なった土地」の意味で戸祭となったというもの

## 地理
市内の中部、宇都宮旧市街地の北西部に位置する。
- 台地
  - 田原台地
  - 宝木台地

- 山
  - 八幡山
  - 戸祭山（戸祭山緑地）

- 河川
  - 釜川
  - 新川

## 世帯数と人口
2017年（平成29年）7月31日現在の世帯数と人口は以下の通りである。

### 戸祭
| 丁目       | 世帯数    | 人口    |
| ---------- | --------- | ------- |
| 戸祭一丁目 | 425世帯   | 1,006人 |
| 戸祭二丁目 | 412世帯   | 863人   |
| 戸祭三丁目 | 729世帯   | 1,711人 |
| 戸祭四丁目 | 436世帯   | 1,014人 |
| 計         | 2,002世帯 | 4,594人 |

### 戸祭台・戸祭町・戸祭元町

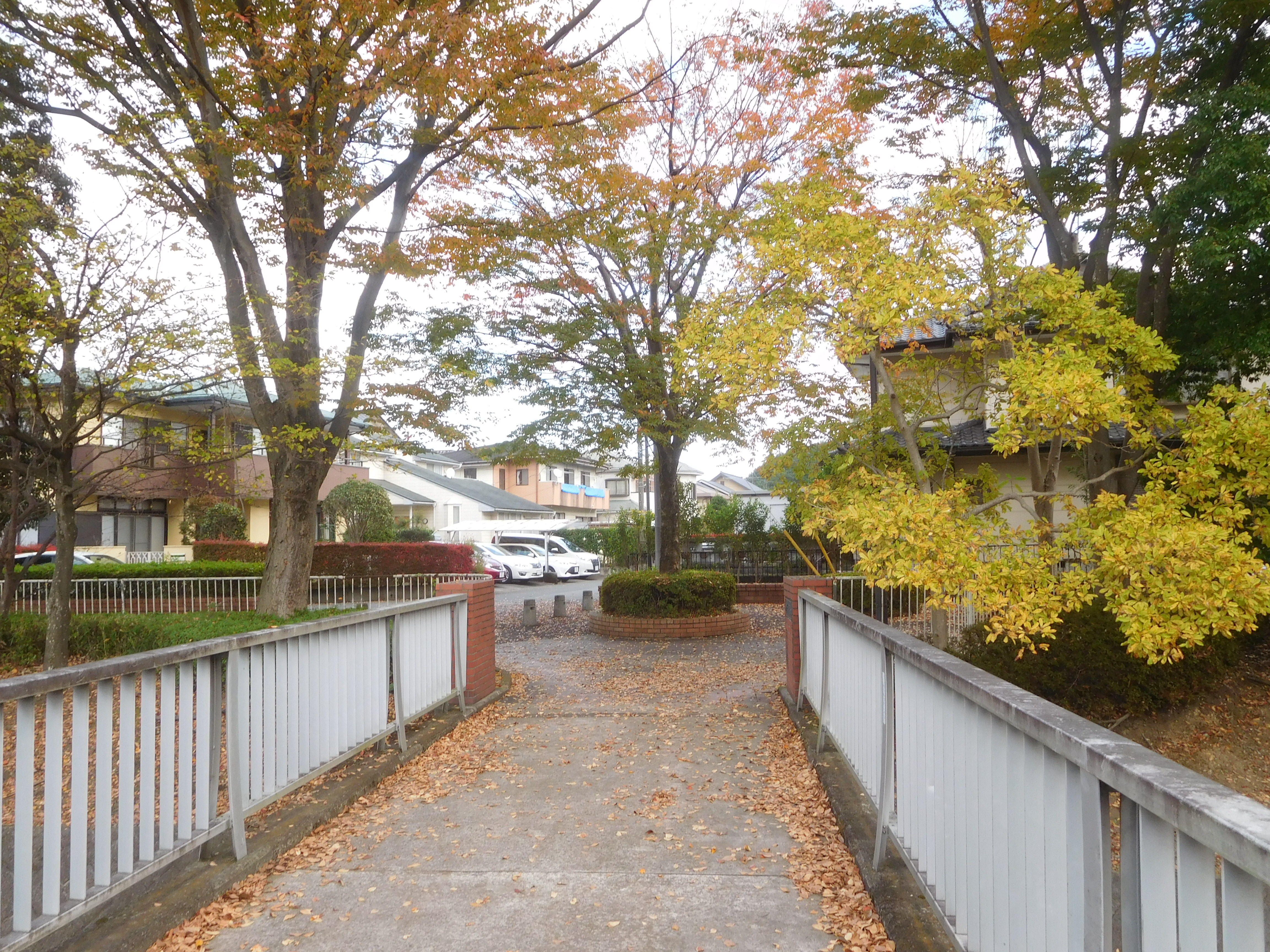
戸祭台

| 町丁     | 世帯数  | 人口    |
| -------- | ------- | ------- |
| 戸祭台   | 549世帯 | 1,335人 |
| 戸祭町   | 720世帯 | 1,654人 |
| 戸祭元町 | 190世帯 | 371人   |

### 上戸祭
| 丁目         | 世帯数    | 人口    |
| ------------ | --------- | ------- |
| 上戸祭一丁目 | 61世帯    | 136人   |
| 上戸祭二丁目 | 95世帯    | 199人   |
| 上戸祭三丁目 | 295世帯   | 628人   |
| 上戸祭四丁目 | 656世帯   | 1,362人 |
| 計           | 1,107世帯 | 2,325人 |

### 上戸祭町・中戸祭町
| 町丁     | 世帯数    | 人口    |
| -------- | --------- | ------- |
| 上戸祭町 | 2,764世帯 | 6,469人 |
| 中戸祭町 | 742世帯   | 1,744人 |

### 中戸祭・東戸祭
| 丁目         | 世帯数  | 人口    |
| ------------ | ------- | ------- |
| 中戸祭一丁目 | 568世帯 | 1,185人 |
| 東戸祭一丁目 | 30世帯  | 75人    |

## 地域
- 施設
  - 国立病院機構栃木医療センター
  - 栃木県体育館
  - 宇都宮競輪場
  - 平和塔（仏舎利塔）
- 学校
  - 文星芸術大学
  - 宇都宮文星短期大学
  - 栃木県衛生福祉大学校臨床教室
  - 共同高等産業技術学校
  - 戸祭自動車教習所
  - 宇都宮市立戸祭小学校
  - 宇都宮市立上戸祭小学校
  - 宇都宮市立昭和小学校（戸祭元町）
- 公園
  - 八幡山公園
  - 長岡公園
- 機関
  - 栃木県警宇都宮中央警察署
  - 栃木県警宇都宮中央署戸祭交番
  - 宇都宮市水道局戸祭配水場
- 企業
  - 東京電力栃木支店宇都宮支社
  - 宇都宮乳業
- 住宅
  - 栃木県戸祭職員寮
  - 宇都宮市公務員寮
  - 戸祭台団地
  - 宇都宮グリーンヒル
  - NHK寮
  - あしぎん寮
  - 東電寮
  - 宇都宮プラザ
- 寺社
  - 戸祭山 祥雲禅寺
  - 薬師如来
  - 佛所護念会教団宇都宮教会
- その他
  - アピア（結婚式・宴会場）→ヨークベニマル戸祭店
  - プレリオン戸祭（飲食店街）
  - ホリデイスポーツクラブ
  - 宇都宮カンツリークラブ（ゴルフ場）

## 観光
- 名所
  - 戸祭配水場配水池
  - 祥雲寺のしだれざくら
- 旧跡
  - 中城跡（戸祭城）(戸祭元町太子堂に戸祭中城の城址碑)
  - 第十四師団司令部跡（国立栃木病院）
    - 第十四師団練兵場跡（栃木県立体育館）

## 交通

### 路線バス
- 関東自動車（関東バス）[2]
  - 清住町経由細谷車庫線（中戸祭・中戸祭町）
  - 和尚塚細谷車庫線（戸祭二丁目～四丁目）
  - 西塙田町経由戸祭・宝木団地線（戸祭元町・戸祭町・下戸祭・中戸祭・中戸祭町）
  - 戸祭台循環線（戸祭元町・戸祭町・下戸祭・戸祭台・中戸祭町・上戸祭町）
  - 今市経由日光東照宮線、山王団地線、石那田経由篠井ニュータウン線、船生線（戸祭一丁目・中戸祭・中戸祭町・上戸祭・上戸祭町）
  - 戸祭・仁良塚経由ろまんちっく村線（戸祭一丁目・中戸祭・中戸祭町）

### 道路
- 日光街道、桜通り（国道119号）
- 競輪場通り（宇都宮市道21号）
- 新里街道（栃木県道22号大沢宇都宮線）
- 和尚塚通り
- 宇女商通り（文星女子高通り）
- 長岡街道（栃木県道157号下岡本上戸祭線）
- 県庁西通り
- 中城街道（塙田松原線）
- 星が丘通り
- 戸祭台通り
- 宇都宮環状道路（宮環、国道119号）
- 宇都宮北道路（国道119号）

## 参考資料
- 日本国土地理院 地図閲覧サービス 2万5千分1地形図名：宇都宮西部(宇都宮)
- 昭文社 MAPPLE地図 栃木県宇都宮市戸祭町周辺の地図
- ゼンリン地図 栃木県宇都宮市戸祭町周辺の地図
- 塙静夫著 『とちぎの地名』（落合書店）
- うつのみや愛称道路・坂（宇都宮市建設部道路維持課　1989年）